# Ayupan
ayupan son unas figuritas creadas por la cantante japonesa Ayumi Hamasaki lanzados al mercado originalmente el año 2002, y debido al gran éxito de la gama de juguetes y accesorios posteriormente en el 2003 fue creada una serie para la televisión.

## Las figuras
Esta gama de figuras es la única registrada como oficial del cantante, e incluso han aparecido dentro de sus conciertos, y también dentro de algunos sencillos.
Las figuritas, supuestamente hechas a la imagen de la misma Hamasaki, y también diseñadas por ella, fueron lanzadas al mercado en el año 2002. Sus distintos atuendos en cada figura mostraban distintos atuendos que el mismo Ayumi alguna vez había vestido dentro de sus videos musicales, conciertos, y también algunas sesiones de fotos.
De esta caricatura de Ayumi han salido varias mercancías que han dado grandes ganancias, como figuras de plástico, libros, autoadhesivos, llaveros, bolsos, etc.

## La serie de televisión
La versión animada de ayupan apareció por primera en vez en el primer tour en vivo de Hamasaki, el ARENA TOUR 2002 A, para ayudar a aprender sus ya conocidas coreografías de "Trauma" y posteriormente de "independent", l nuevo sencillo que salió mientras la cantante hacía esa gira promocional, y posteriormente se creó toda una saga.
Debido al gran éxito entre los fanáticos para ayupan, en el año 2003 fue estrenada una miniserie de dibujos animados para la televisión de no más de 20 episodios. Dentro de esta también están presentes sus mascotas reales: Marrón, Crea y Purín, pero convertidas en figuritas que acompañan constantemente ayupan en sus aventuras, que consistía principalmente en ir encontrando, y conforme la serie iba avanzando, cada letra que finalmente formaría la palabra RAINBOW. La serie acabó el mismo año, pero las figuritas de ayupan se han convertido en otra producto popular y ya característico para Ayumi Hamasaki, y son lanzados generalmente cada cierto tiempo, vestidas con los nuevos y distintos atuendos que va usando la artista en sus nuevas apariciones públicas.

## Lista de ayupans
La lista detallada de cada una de las distintas figuras oficiales de ayupan que han salido al mercado. Las versiones hechas por fanes no están incluidas aquí.
Distintas versiones:
1. versión Duty
2. versión ayu-mi-x IV Mega Mix
3. versión appears
4. versión Dome Tour 2001
5. versión ayu-mi-x IV Acoustic
6. versión Dearest
7. versión Daybreak
8. versión UNITE!
9. versión Countdown 2001-2002
10. versión A-Life
11. versión Marrón
12. versión Purín
13. versión ARENA TOUR 2002 I am... #1
14. versión ARENA TOUR 2002 I am... #2
15. versión ARENA TOUR 2002 Naturally #1
16. versión ARENA TOUR 2002 Naturally #2
17. versión ARENA TOUR 2002 A Song for XX
18. versión ARENA TOUR 2002 Daybreak
19. versión ARENA TOUR 2002 Free & Easy
20. versión ARENA TOUR 2002 Boys & Girls
21. versión ARENA TOUR 2002 independent
22. versión STADIUM TOUR 2002 Póster #1
23. versión STADIUM TOUR 2002 Póster #2
24. versión STADIUM TOUR 2002 Póster #3
25. versión H
26. versión STADIUM TOUR 2002 A Song is born
27. versión STADIUM TOUR 2002 UNITE!
28. versión STADIUM TOUR 2002 SURREAL/M/Free & Easy
29. versión STADIUM TOUR 2002 Medley
30. versión STADIUM TOUR 2002 July 1st
31. versión STADIUM TOUR 2002 Boys & Girls/AUDIENCE
32. versión Santa-san #1
33. versión Santa-san #2
34. versión Santa-san #3
35. versión Official Calendar 2003 #1
36. versión Official Calendar 2003 #2
37. versión Official Calendar 2003 #3
38. versión Official Calendar 2003 #4
39. versión Official Calendar 2003 #5
40. versión Official Calendar 2003 #6
41. versión Voyage #1
42. versión Voyage #2
43. versión Voyage #3
44. versión Voyage #4
45. versión Voyage #5
46. versión Voyage #6
47. versión TeamAyu Live Tour 2003 #1
48. versión TeamAyu Live Tour 2003 #2
49. versión TeamAyu Live Tour 2003 #3
50. versión A BALLADS #1
51. versión A BALLADS #2
52. versión &
53. versión ayupan Cartoon Series #1
54. versión ayupan Cartoon Series #2
55. versión ayupan Cartoon Series #3
56. versión ayupan Cartoon Series #4
57. versión Purín Cartoon Series #1
58. versión Marrón Cartoon Series#1
59. versión Purín Cartoon Series #2
60. versión Purín Cartoon Series #3
61. versión forgiveness
62. versión A museum SURREAL
63. versión A museum poker face/Trust/Depend on you
64. versión A museum Greatful days
65. versión A museum A Song for XX
66. versión A museum SEASONS
67. versión A museum vogue
68. versión A museum forgiveness
69. versión A museum YOU/Dearest
70. versión A museum M/appears
71. versión A museum UNITE!/AUDIENCE/independent
72. versión Memorial address #1
73. versión Memorial address #2
74. versión Memorial address #3
75. versión Memorial address #4
76. versión Memorial address #5
77. versión MY STORY #1
78. versión MY STORY #2
79. versión MY STORY #3
80. versión MY STORY #4
81. versión COUNTDOWN LIVE 2005-2006
82. versión (miss)understood #1
83. versión (miss)understood #2
84. versión (miss)understood #3
85. versión (miss)understood #4
86. versión (miss)understood #5
87. versión (miss)understood #6
88. versión (miss)understood #7
89. versión ARENA TOUR 2006 ~(miss)understood~